# 原始反射
原始反射（英語：Primitive reflexes），是指一类婴儿（而非神经完整的成年人）能够表现出来的、由中枢神经系统产生的正常生理反射行为，其反应类型能够响应特定的刺激。这些反射会随着儿童的额叶发育过程进程而受到抑制，直至消亡。这类原始反射也被称为婴儿期反射（英語：infantile reflexes）、婴儿反射（英語：infant reflexes）或新生儿反射（英語：newborn reflexes）。
患有非典型神经病的年龄较大的儿童和成年人（例如腦性麻痺患者）可能会保留并在成年阶段重现这类原始反射。 重现情况可归因于某些神经系统疾病，包括痴呆（特别是在一种罕见的、称为额颞叶退化的疾病）、创伤性病变和中风。患有脑瘫和正常智力的人能够学会抑制这些反应，但是在某些条件下（比如在极端的惊吓反射），这种反射可能会重新出现。反射也可能仅限于那些受到非典型神经学影响的区域（即脑瘫患者只影响到腿部的巴宾斯基反射，但仍具备正常语言能力）；对于偏瘫患者来说，只会在受影响的一侧中能看到反射。
原始反射可以用于检测疑似脑损伤或某些痴呆（比如帕金森氏症）的额叶功能评估。如果它们没有被合适地压制，它们就被称为额回释放信号。非典型原始反应也作为泛自闭症障碍的潜在早期预警信号的研究方式。
原始反射是由锥体外的功能调节的，其中许多功能在出生时就已经存在。随着锥体束逐渐髓鞘化获得功能，它们会逐步消失。但由于种种原因，它们可能再次出现在锥体系统功能丧失的成人或儿童身上。然而，随着阿米尔·蒂森神经学评估方法的出现，评估这种反射在儿科人群中的重要性已经下降。

## 反应的效用
原始反应在效用上有所不同。一些反射能够保持生存的价值（例如觅食反射，能够帮助母乳喂养的婴儿找到母亲的乳头）。婴儿只有在饥饿和被他人触摸的时候才会显示出觅食反射，而不是当他们触摸自己的时候。在人类进化过程中，有一些反射可能有助于婴儿的生存（比如莫罗氏反射）。其他的反应，比如吮吸反射和抓握反射，有助于在父母和婴儿之间建立令人满意的互动。他们用爱和感情来鼓励父母进行回应，并且更加称职地养育婴儿。此外，它有助于父母安慰他们的婴儿，同时允许婴儿控制痛苦和能接受的刺激总量。

## 莫罗氏反射
莫罗氏反射（英語：Moro reflex），有时被称为莫罗反射、朝向反射、惊跳反射（英語：startle reaction）、惊吓反射（英語：startle reflex）或者拥抱反射（英語：embrace reflex）。莫罗氏反射是由儿科医生恩斯特·莫罗发现并命名的。莫罗氏反射在出生时就存在，在出生后的第一个月达到高峰，大约2个月大的时候就开始消失。如果婴儿的头部突然转动位置、温度突然变化、或者突然受到噪音的惊吓，就可能发生这种情况。表现为双腿和头部伸展，手臂向上伸出，手掌向上伸展，拇指弯曲。不久之后，婴儿的手臂被拉到一起，双手紧握成拳头，婴儿大声哭泣。
三到四个月，条件反射通常会完全消失，尽管个体情况可能会持续6个月。双侧无反射可能与婴儿中枢神经系统受损有关，而单侧缺失可能意味着由于出生创伤造成了损伤（例如锁骨骨折或臂丛损伤）。在这种情况下，欧勃氏麻痹或其他形式的麻痹也可能存在。在人类进化史上，莫罗氏反射可能用于帮助婴儿紧紧抓住母亲，同时被带着到处走动。如果婴儿失去了平衡，该反射就会使婴儿拥抱母亲，重新获得对母亲身体的控制。

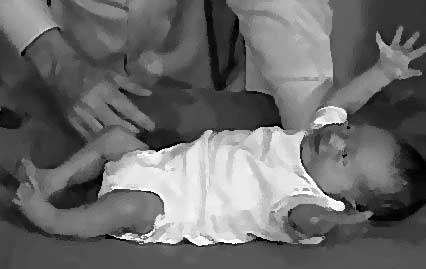
莫罗氏反射
- 一个四天大的婴儿身上的莫罗氏反射：1）反射是通过将婴儿从平面上拉起，然后释放他而引发的；2）婴儿张开双臂；3）双手交叉；4）哭泣

## 踏步反射

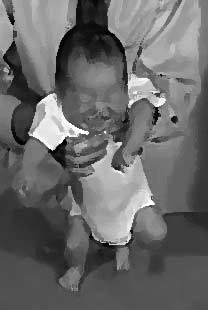
踏步反射

虽然这些婴儿无法支撑自己的体重，但在出生时就会出现步行或步行反射。当他们的脚掌碰到平坦的表面时，他们会试图一只脚换另一只脚地前走路。在约2个月后，这种反射会逐步消失；因为婴儿会在开始尝试走路后，这个反射会慢慢消失。

## 觅食反射

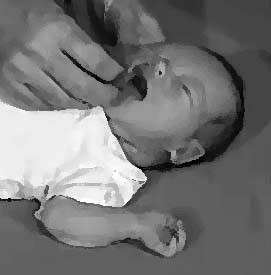
觅食反射

觅食反射出现在出生时（出现年龄28周），并消失于出生后约四个月，之后会被婴儿的自愿控制行为取代。觅食反射有助于母乳喂养：一个刚出生的婴儿会把头转向任何轻抚它的脸颊或嘴巴的东西，通过移动头部寻找目标，直到发现目标为止。在熟悉了以这种方式回应之后（如果是母乳喂养，大约出生三周后），婴儿就会直接移动到目标上，无需进行搜索。

## 吮吸反射
吮吸反射、吸吮反射，又称达尔文反射，是所有哺乳动物共有的，并且在出生时就存在。它与觅食反射和母乳喂养有关。它会帮助婴儿本能地吮吸任何接触到他们嘴巴的东西，并模拟孩子自然吃东西的方式。行动分为两个阶段：
1. 表现：当乳头放置在婴儿的嘴唇中间，并触摸他们的上颚。他们会本能地把乳头压在舌头和上颚之间，以抽出母乳。
2. 吸奶：婴儿舌头会在乳晕到乳头间移动，促使母乳分泌，并被婴儿吸取。

## 不对称的强直性颈部反射

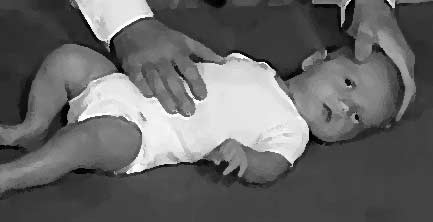
击剑反射

不对称的强直性颈部反射，也被称为“击剑反射”。它在出生时出现，五到七个月左右消失。当孩子的头转向一侧时，同侧手臂会伸直，另一侧的手臂会弯曲（有时运动会非常微妙或轻微），看起来好像击剑动作。 如果婴儿的此类反射无法消亡，或者反射继续触发六个月的年龄，孩子可能存在上部运动神经元的紊乱。它还为婴儿自愿接触行为做好准备。

## 对称的强直性颈部反射
对称的强直性颈部反射，通常出现和发展於6-9个月的年龄，并在约12个月時消失。当孩子的头部向前弯曲，伸展到颈部后部时，上肢会收缩，下肢会伸展。相反，当孩子的头向后伸展，收缩颈部后部时，上肢会伸展，下肢收缩。这种反射很重要，可以帮助孩子把手和膝盖向上推；但如果不能正确地产生，可能会抑制向前蠕动或爬行行为。如果这种反射保留超过2-3年，可能直接或间接导致一系列身体和神经发育迟缓。

## 抓握反射

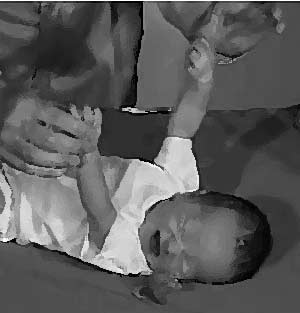
抓握反射

抓握反射也稱為达尔文反射，在出生时出现，一直持续到5、6个月的年龄。 当一个物体放在婴儿的手中，抚摸他们的手掌，手指就会合拢，他们会用手掌抓握。为了最好地观察这种反射，可以将孩子安全放置于一张有枕头的床上，给婴儿两个相反的小手指（因为食指通常太大，婴儿无法抓住），然后逐渐抬起。婴儿的抓握反射可能支持婴儿的体重，但婴儿并不能控制这种反应，他可能突然释放抓力，并且没有任何警告。反向运动可以通过抚摸手的背部或侧面来引发。

## 足底反射
足底反射也稱為巴宾斯基反射，是一种正常的、涉及足底屈曲的反射，其呈现为脚趾从胫骨移动并卷曲。 当上运动神经元对屈曲反射电路的控制中断时，会出现异常的足底反射（又称巴宾斯基标志）。这会导致足部的背屈（脚朝向胫骨，大脚趾卷起）。因为皮层脊髓束的低髓鞘化，它也发生在婴儿的一岁以内。当这些束发展为成人形态时，屈肌反射电路被下行的皮质脊髓输入受到抑制，正常的足底反射会逐步发育。它也称为巴宾斯基反射（英語：Babinski reflex），是成人神经系统异常的征兆（例如，上运动神经元损伤）。

## 加兰特反射
加兰特反射，也称加兰特婴儿反射（英語：Galant's infantile reflex）、躯干弯曲反射（英語：truncal incurvation reflex），是指婴儿在出生时就存在，在4到6个月的时候就会消失。当婴儿背部侧面的皮肤被抚摸时，婴儿会摇晃到被抚摸的一侧。如果这种反射持续到六个月大，这是病理学的标志。这种反射是以俄罗斯神经学家约翰·苏斯曼·加兰特命名的。

## 游泳反射
游泳反射，是指将一个婴儿的脸放在一个水池里，这个婴儿将开始划水，然后开始游泳。反射在4-6个月之间消失。尽管婴儿通过划水和踢腿表现出正常的反应，但把他们放在水中是一个非常危险的过程。婴儿在执行这项任务时可能吞下大量的水，因此监护者应该谨慎行事。最好把婴儿游泳课推迟到3个月以后，因为溺水的婴儿可能会死于水中毒。

## 巴布反射
巴布反射发生在新生儿身上，并描述了对双掌施加压力的不同反应。婴儿可能会显示为头部屈曲、头部旋转、张开嘴，或者这些反应的组合。小的早产儿更容易受到反射的影响，在妊娠26周的孩子中可观察到了这种情况
。它是以俄罗斯生理学家鲍里斯·巴布命名的。

## 降落伞反射
这种反射发生在稍大一些的婴儿，当孩子是直立的和婴儿的身体快速旋转面向前方（如坠落）。婴儿会伸展双臂，好像要摔倒一样，会反射出现阻止下降的动作，尽管这种反射在婴儿走路之前很久就出现了。

## 成人的原始反射
正如前言中提到的，当原始反射没有被正确地压制时，它们通常被称为所谓“额回释放信号”。除了先前提到的反射，还包括掌颏反射、噘嘴反射、眉心反射或者跟腱反射。

## 高危新生儿的原始反射
高危新生儿（英語：high-risk newborns）是指死亡率和发病率很高的新生儿，特别是在出生后的第一个月。高危新生儿通常会出现原始反射异常反应，或者完全没有反应。高危新生儿的原始反射表现往往会因条件反射而有所不同（比如有正常的莫罗氏反射，但踏步反射缺失或异常）。新生儿原始反射的正常表现可与更高的阿氏评分分数、更高的出生体重、出生后更短的住院时间以及更好的整体心理状态有关。
最近一项横向研究评估了67名高危新生儿的原始反射，它采用抽样法评估吸吮者的巴宾斯基反射和莫罗反射的反应。研究结果表明，在正常情况下，吸吮反射的表现最为频繁（63.5%），其次是巴宾斯基反射（58.7%）和莫罗反射（42.9%）。这项研究得出结论，高危新生儿呈现出更多的周期性异常和缺席的原始反射反应，并且反射反应不同。
然而，随着像阿米尔·蒂森神经学评估方法这样简单有效的方法出现；作为高危新生儿和婴儿神经后遗症的预测方法，原始反射评估的重要性正在下降。